# 中山定義
中山 定義（なかやま さだよし、1905年（明治38年）8月16日 - 1995年（平成7年）1月16日）は、日本の海軍軍人、海上自衛官。海兵54期恩賜。第4代海上幕僚長。
島根県出雲市出身。東京都目黒区在住であった。長男は第10代明治学院長の中山弘正。

## 略歴

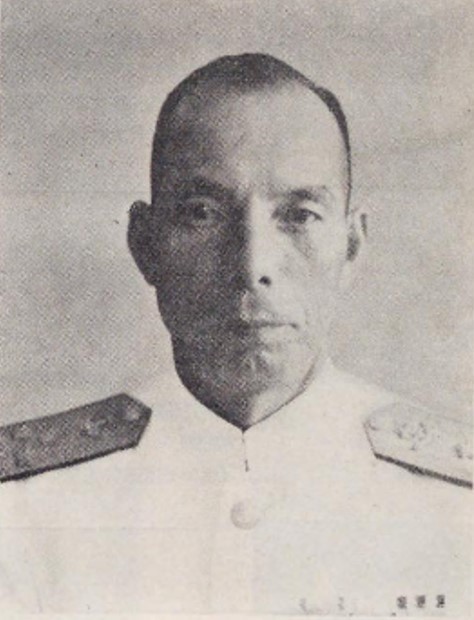
海幕長当時の中山定義

旧制島根県立大社中学校より海軍兵学校第54期入校。席次は入校時は79名中4番、卒業時は68名中3番で恩賜の短剣を拝受。
海兵54期は、ワシントン軍縮会議の結果、艦船のみならず海軍士官も余剰と判断され、海軍兵学校生徒の採用数が通常年度の半分以下になった2期目のクラスである。
佐官になってからは、軍政部門での勤務が多かった。海軍大学校甲種第36期在校中に日中戦争が勃発、人手不足も手伝って、大学校在校者も駆り出され、中山は中国在勤を命ぜられる。
チリから交換船で帰国後は、海軍省軍務局で米内光政、井上成美、高木惣吉、横山一郎などに重用され、終戦に至る数々の機密事項に関与した。また海軍の伝統的な「陸軍嫌い」から陸軍内部の情報が乏しいと感じ、自ら陸軍軍務局の政治将校に近づき彼らから情報を収集したりしている。その中には宮城事件を起こす椎崎二郎中佐、畑中健二少佐もおり、東京が空襲で焼け野原になってもなお「神洲不滅論」を振り回し本土決戦を主張する彼らに対して数字や戦史を以て説得するも全く効果がなく、『海軍が（本土決戦）に反対ならまず海軍を抹殺する』という彼らの言葉(中山自身はこれを「二・二六病」と表現している）に完全に呆れつつも、「陸軍中堅層が本土決戦に持ち込むつもりなのは事実で、正気かどうかはさておき本気です」と米内や井上など上層部に報告したりしている。
戦後、公職追放を経て、その後は中山は尊敬する海軍の先輩である野村吉三郎の勧めもあり海上自衛隊に入隊。海軍在職中の経歴により、入隊後に超特急昇任を果たしたとされる。
海上自衛隊幹部学校長在任中、海上自衛隊幹部ですら戦争体験者が少ないこと、戦史教育が不十分であることを憂いた中山は、帝国海軍の先輩を特別講師として招聘することとした。特別講師には自薦者もおり、中には太平洋戦争中の自身の「業績」を極端に美化、歪曲、糊塗する者も少なくなく、中山ら聞く者が心外に感じること、強度の困惑・忍耐を必要とすることがあったと言う。
特別講師の中にあって、山梨勝之進、長谷川清、寺島健、新見政一、高木惣吉の5名は、講話内容について間違いが無く、中山にとって安心できる存在だったと言う。また井上成美にも特別講師を依頼したが断られ、幹部学校教官が横須賀市長井の井上宅に赴いて聴取した内容を学生に講話するという形態を用いた。
山梨勝之進の足掛け8年にわたる戦史講義は、幹部学校の部内資料としてまとめられ、のちに毎日新聞社から公刊された。
1995年1月16日午後0時6分、急性心不全のため東京都世田谷区の病院で死去、89歳没（妻も同日午後6時5分、肺炎のため同区内の別の病院で死去、81歳没）。葬儀と告別式は同月22日午後2時から新宿区の葬儀場で妻と合同で行われ、喪主は長男の弘正が務めた。

## 年譜
- 1905年（明治38年）8月16日：島根県簸川郡杵築町（現在の出雲市大社町）生
- 1918年（大正07年）4月1日：島根県立大社中学校（現・島根県立大社高等学校）入学
- 1923年（大正12年）
  - 4月1日：島根県立大社中学校4年次中途退学
  - 4月7日：海軍兵学校入校（第54期）
- 1926年（大正15年）
  - 3月27日：海軍兵学校卒業（3位、恩賜） 海軍少尉候補生・1等海防艦「八雲」乗組
  - 6月30日：練習艦隊遠洋航海に出航 上海~香港~シンガポール~コロンボ~アデン~ポートサイド~イスタンブール~アテネ~ナポリ~スペチャ~トゥーロン~マルセイユ~バルセロナ~ビゼルト~マルタ~アレクサンドリア~ジブチ~コロンボ~バタヴィア~マニラ方面巡航
- 1927年（昭和02年）
  - 1月17日：帰着
  - 10月20日：任 海軍少尉
- 1929年（昭和04年）11月10日：任 海軍中尉
- 1932年（昭和07年）
  - 2月11日：第3艦隊司令部附
  - 12月1日：任 海軍大尉・海軍水雷学校高等科第32期学生
- 1933年（昭和08年）
  - 4月28日：海軍水雷学校高等科修了
  - 5月8日：重巡洋艦「那智」分隊長
  - 11月2日：重巡洋艦「愛宕」分隊長
- 1934年（昭和09年）
  - 1月11日：1等駆逐艦「弥生」航海長
  - 11月26日：1等駆逐艦「吹雪」航海長
- 1935年（昭和10年）10月15日：海軍兵学校教官兼監事
- 1936年（昭和11年）12月1日：海軍大学校甲種第36期学生
- 1937年（昭和12年）12月1日：支那方面艦隊司令部附
- 1938年（昭和13年）
  - 1月10日：在中華民国日本大使館附海軍駐在武官府補佐官補
  - 1月11日：臨時兼第4艦隊司令部附[3]
  - 2月10日：臨時兼第4艦隊司令部参謀　北平及び天津へ出張[4]
  - 9月15日：海軍大学校甲種卒業 卒業成績順位24名中第6位、第17号掃海艇長[5]
  - 11月15日：任 海軍少佐[6]
  - 12月15日：軽巡洋艦「那珂」水雷長兼分隊長[7]
- 1939年（昭和14年）
  - 10月16日：第3艦隊司令部附[8]
  - 11月10日：支那艦隊参謀兼第3艦隊参謀[9]
- 1940年（昭和15年）
  - 11月15日：軍令部出仕[10]
  - 12月18日：アメリカ駐在（プリンストン大学入学）[11]
- 1941年（昭和16年）8月11日：在ブラジル日本大使館附海軍駐在武官補佐官 [12]
- 1942年（昭和17年）5月5日：在チリ日本公使館附海軍駐在武官 [13]
- 1943年（昭和18年）
  - 1月20日：日丁間国交断絶により身柄抑留
  - 6月1日：任 海軍中佐 [14]
  - 11月14日：交換船で帰国
  - 11月25日：軍令部出仕兼 海軍省出仕[15]（海軍省軍務局第2課（国内政策））
  - 12月28日：兼 調査課南方政策担当
- 1944年（昭和19年）11月25日：海軍省軍務局先任局員
- 1945年（昭和20年）
  - 4月25日：兼補 軍令部部員[16]
  - 5月27日：兼補 大本営海軍参謀海軍総合部部員[17]
  - 11月30日：予備役に編入、充員召集[18]
  - 12月1日：第2復員省総務部
- 1946年（昭和21年）6月15日：復員庁第2復員局
- 1948年（昭和23年）7月1日：退官
- 1952年（昭和27年）
  - 5月15日：海上保安庁海上警備隊（後の海上自衛隊）入隊（1等海上警備正）、海上警備隊総監部総務部総務課長
  - 8月1日：第二幕僚監部総務部総務課長
- 1953年（昭和28年）
  - 8月16日：警備監補に昇任
  - 9月16日：初代 佐世保地方総監に就任
- 1954年（昭和29年）9月20日：海上自衛隊幹部学校長
- 1956年（昭和31年）8月1日：第2護衛隊群司令
- 1957年（昭和32年）11月1日：練習隊群司令
- 1958年（昭和33年）8月15日：海将に昇任、海上幕僚監部総務部長
- 1959年（昭和34年）3月17日：第3代 統合幕僚会議事務局長に就任
- 1960年（昭和35年）8月1日：第6代 自衛艦隊司令に就任（翌年6月12日：自衛艦隊司令官に職名変更）
- 1961年（昭和36年）8月15日：第4代 海上幕僚長に就任
- 1963年（昭和38年）
  - 5月9日：米国政府からレジオン・オブ・メリット勲章が授与[19]
  - 7月1日：退官
  - 10月1日：石川島播磨重工業顧問
- 1975年（昭和50年）11月3日：勲二等瑞宝章受章[20]
- 1995年（平成07年）1月16日：日本ジョン・エス・ラチス会長のまま死去（享年89歳）、叙・正四位[21]

## 主要著述物
- 一海軍士官の回想 開戦前夜から終戦まで（毎日新聞社 昭和56年）
- 活字の一人歩きを憂う 池田清著『海軍と日本』に関して （波濤） 昭和57年5月号
- ある人脈を偲ぶ 山梨提督とその周辺 （波濤） 昭和58年3月号

## 栄典
- レジオン・オブ・メリット・コマンダー - 1963年（昭和38年）5月9日
- 勲二等瑞宝章 - 1975年（昭和50年）11月3日